# Trupanea aira
Trupanea aira är en tvåvingeart som först beskrevs av Walker 1849.  Trupanea aira ingår i släktet Trupanea och familjen borrflugor. Inga underarter finns listade i Catalogue of Life.